# Eupithecia pluripunctaria
Eupithecia pluripunctaria är en fjärilsart som beskrevs av Turati 1934. Eupithecia pluripunctaria ingår i släktet Eupithecia och familjen mätare. Inga underarter finns listade i Catalogue of Life.